# U-270
Unterseeboot 270 foi um submarino alemão do Tipo VIIC, pertencente a Kriegsmarine que atuou durante a Segunda Guerra Mundial.
O submarino foi afundado no dia 13 de Agosto de 1944 às 00:10 no Golfo da Biscaia a oeste de La Rochelle, a partir de cargas de profundidade lançadas de uma aeronave australiana Sunderland (RAAF Sqdn. 461/A), tendo neste ataque todos os 71 tripulantes conseguido escapar com vida.

## Comandantes
| Comandante                 | Data                                        |
| -------------------------- | ------------------------------------------- |
| Kptlt. Paul-Friedrich Otto | 5 de Setembro de 1942 - 15 de Julho de 1944 |
| Oblt. Heinrich Schreiber   | 16 de Julho de 1944 - 13 de Agosto de 1944  |

## Carreira

### Subordinação
| 5 de Setembro de 1942 - 31 de Março de 1943 | 8. Unterseebootsflottille |
| 1 de Abril de 1943 - 13 de Agosto de 1944   | 6. Unterseebootsflottille |

### Patrulhas
|       | Comandante                 | Partida     | Partida     | Chegada     | Chegada     | Dias     | Toneladas |
| ----- | -------------------------- | ----------- | ----------- | ----------- | ----------- | -------- | --------- |
| 1     | Paul-Friedrich Otto        | 23 Mar 1943 | Kiel        | 15 Mai 1943 | St. Nazaire | 54       |           |
| 2     | Paul-Friedrich Otto        | 26 Jun 1943 | St. Nazaire | 2 Jul 1943  | St. Nazaire | 7        |           |
|       | Paul-Friedrich Otto        | 24 Jul 1943 | St. Nazaire | 25 Jul 1943 | St. Nazaire | 2        |           |
| 3     | Paul-Friedrich Otto        | 7 Set 1943  | St. Nazaire | 6 Out 1943  | St. Nazaire | 30       | 1 370     |
| 4     | Paul-Friedrich Otto        | 8 Dez 1943  | St. Nazaire | 17 Jan 1944 | St. Nazaire | 41       |           |
| 5     | Kptlt. Paul-Friedrich Otto | 6 Jun 1944  | St. Nazaire | 17 Jun 1944 | Lorient     | 12       |           |
| 6     | Oblt. Heinrich Schreiber   | 10 Ago1944  | Lorient     | 13 Ago 1944 | Afundado    | 4        |           |
| Total | Total                      | Total       | Total       | Total       | Total       | 148 dias | 1 370 t   |

### Navios afundados
| Data        | Comandante          | Nome da Embarcação | Toneladas | Nacionalidade |
| ----------- | ------------------- | ------------------ | --------- | ------------- |
| 20 Set 1943 | Paul-Friedrich Otto | HMS Lagan (K-259)  | 1 370     | Royal Navy    |
| Total       | Total               | Total              | 1 370     |               |

## Operações conjuntas de ataque
O U-270 participou das seguinte operações de ataque combinado durante a sua carreira:
- Rudeltaktik Löwenherz (4 de abril de 1943 - 10 de abril de 1943)
- Rudeltaktik Lerche (10 de abril de 1943 - 16 de abril de 1943)
- Rudeltaktik Specht (21 de abril de 1943 - 4 de maio de 1943)
- Rudeltaktik Fink (4 de maio de 1943 - 5 de maio de 1943)
- Rudeltaktik Leuthen (15 de setembro de 1943 - 23 de setembro de 1943)
- Rudeltaktik Borkum (18 de dezembro de 1943 - 3 de janeiro de 1944)
- Rudeltaktik Borkum 1 (3 de janeiro de 1944 - 6 de janeiro de 1944)